# ديك سكوت
ديك سكوت (بالإنجليزية: Dick Scott)‏ (26 ديسمبر 1941 في المملكة المتحدة - 10 فبراير 2018) هو لاعب كرة قدم بريطاني في مركز الوسط. لعب مع سكونثورب يونايتد وكارديف سيتي ونورويتش سيتي ولينكولن سيتي أف سي ونادي كينغز لين.

## وصلات خارجية
- ديك سكوت على موقع قاعدة بيانات كرة القدم.إي يو (الإنجليزية)